# Viborgs dominikankyrka

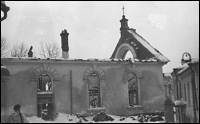
Landsförsamlingens kyrka efter bombningarna under vinterkriget.

Viborgs landsförsamlings kyrka ligger i stadsdelen Fästningen i Viborg i den del av Karelen som Finland avträdde till Sovjetunionen efter andra världskriget. 

## Från klosterkyrka till luthersk församlingskyrka
Kyrkan uppfördes 1481 i Viborg för dominikanklostret. Efter reformationen fungerade kyrkan som spannmålslager tills den år 1617 renoverades som gemensam finsk kyrka för Viborgs stads och sockens församling. Efter freden i Nystad blev den också hemkyrka för den svenska församlingen. Ryssarna gjorde dåvarande domkyrkan till en ortodox kyrka. Kyrkan brann 1738 och byggkostnaderna ledde till slitningar mellan församlingarna. För den svenska församlingen blev Petrus Pauluskyrkan klar år 1799. År 1881 delades den finska församlingen i en stads- och en landsförsamling. Kyrkan blev landsförsamlingens kyrka.

## Ändrad form

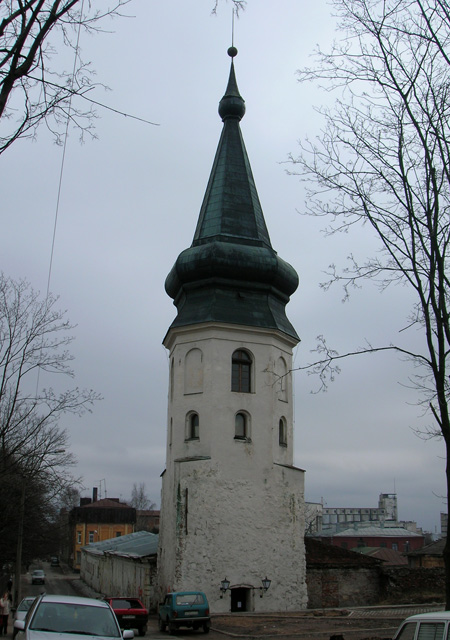
Det bevarade tornet i den gamla stadsmuren blev landsförsamlingens klockstapel, Rådstornet.

Arkitekterna Anders Granstedt och Carl Ludvig Engel stod för den stora ombyggnaden 1828-1833 då den medeltida kyrkan fick en empirstil.  Takets lutning sänktes, fönster och dörrar förstorades. De medeltida valven och pelarna revs. Läktare byggdes. De bars upp av tjocka pelare. Efter ändringarna hade kyrkan tre skepp. Den planerade tvärskeppet förverkligades inte.
Rådstornet från 1470-1480 fungerade som klockstapel. Tornet utgjorde ursprungligen tillsammans med Runda tornet ett torn i Viborgs stadsmuren. Altartavlan hade målats av O. Elfström år1833 med motivet Kristi uppståndelse. Altaruppsättningen bestod av två korintiska pelare på båda sidan om tavlan. Mellan pelarna fanns tavlor med änglar. Orgeln hade 27 stämmor.

## Krigstiden
Under de ryska bombningarna av Viborg 10 februari 1940 träffades kyrkan och brann.  De stadiga stenmurarna blev stående. Klockstapelns tak förstördes när de finländska trupperna återintog staden i fortsättningskriget 1941. 
Arkitekt Martti Paalanen kontaktades för att leda återuppbyggandet. Innan Viborg skulle överlämnas till Sovjet hann man bara lägga tak och sätta in nya dörrar och fönster.

## I dag
Ryssarna förvandlade kyrkan till en fabrik för elektriska komponenter. År 1989 uppstod en brand som förstörde kyrkan. Efter branden står ytterväggarna oskyddade. Författaren Lempi Jääskeläinen skriver i boken Viipuri ennen ja nyt (1941) att någon from munk i kyrkans gavel hackat in en löfte att kyrkan skall stå för evigt.